# Irlanda en la Guerra Civil Española
Irlanda en la Guerra Civil Española adoptó dos posturas contrapuestas sobre la Guerra Civil Española, un conflicto bélico que tuvo lugar entre el 17 de julio de 1936 y el 1 de abril de 1939. La mayoría de la población del Estado Libre de Irlanda apoyó al bando sublevado por razones religiosas, mientras que una minoría apoyó a los republicanos.

## Antecedentes
La proclamación de la Segunda República Española fue recibida con simpatía por la opinión pública del Estado Libre de Irlanda, pero la simpatía se tornó en hostilidad cuando el gobierno republicano empezó a aplicar una política contraria a los intereses de la Iglesia católica ―«la devoción por el catolicismo, tanto profesado como practicado, era una característica palpable en la sociedad irlandesa de esa década»―. Así, cuando estalló la guerra civil española, la mayor parte de la población, incluidos sectores de la izquierda, apoyó al bando nacional, sobre todo después de que se conociera la persecución religiosa contra el clero católico desencadenada por el bando republicano que fue ampliamente descrita por la prensa ―que también recordó los lazos históricos que unían a la «católica Irlanda» con la «católica España»―. «La gente se mostró indignada» y «una ola de fervor anticomunista barrió Irlanda, especialmente en los pueblos y aldeas de las zonas rurales, que entonces albergaba a dos tercios de la población total del país». Hubo grandes manifestaciones y concentraciones en defensa de la «España católica» y se organizaron colectas en las iglesias para enviar ayuda médica y civil al bando sublevado organizadas por la jerarquía católica y por el llamado Frente Cristiano Irlandés. Además los sermones de las misas solían contener alabanzas al general Franco. El gobierno de Eamon de Valera, que se había declarado neutral, recibió presiones desde muchos sectores para que reconociera al régimen de Franco, aunque nunca lo hizo. Solo grupos nacionalistas radicales del IRA simpatizaban con la República española.

## Partidarios de los sublevados

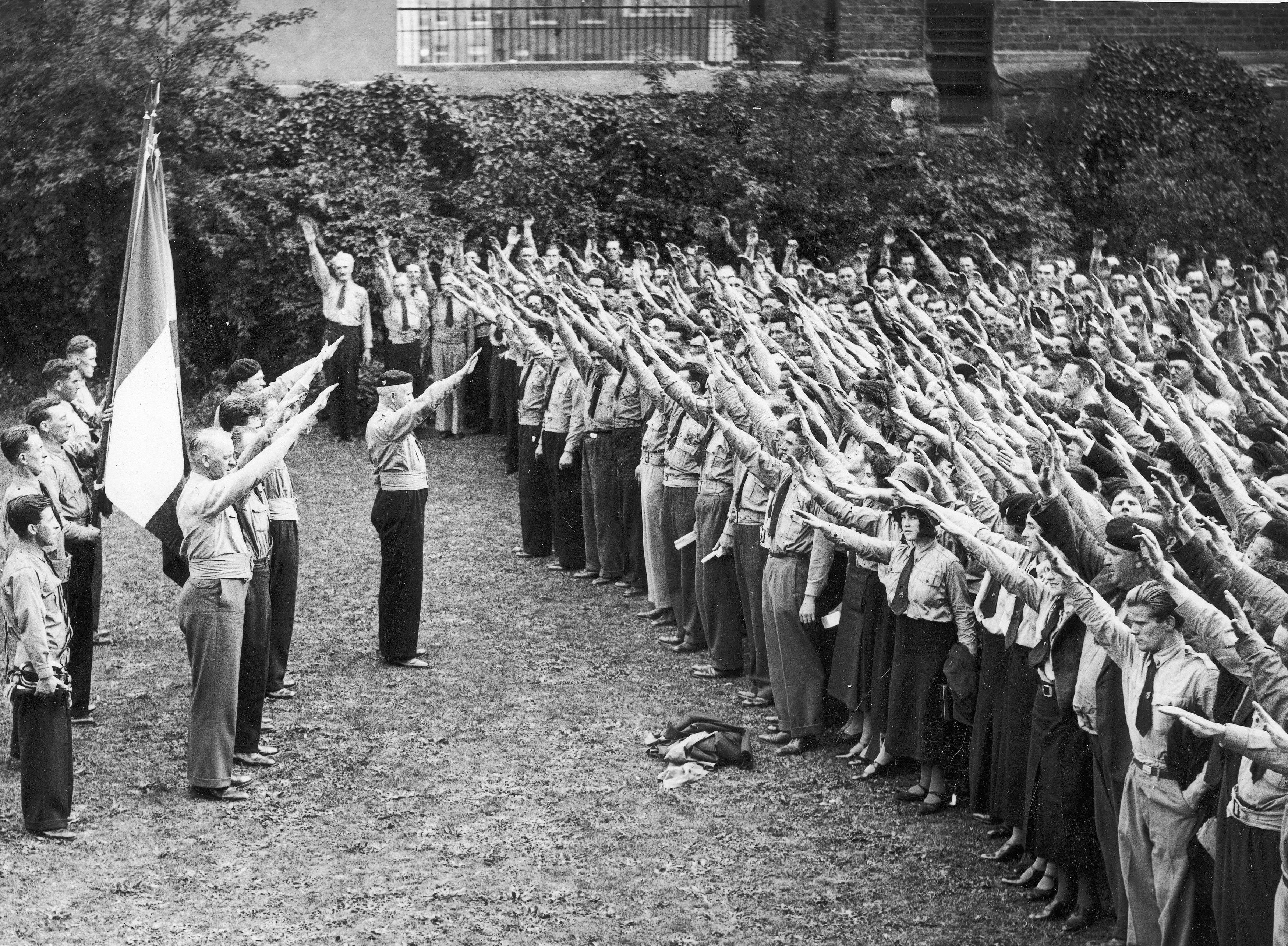
O'Duffy con miembros de los Camisas Azules

Las autoridades religiosas irlandesas presentaron los sucesos de España con un contraste sombrío en el que se comparaba la persecución religiosa con una «batalla entre Cristo y el anticristo, donde la religión estaba siendo atacada y la civilización cristiana en peligro por el veneno del comunismo». Pronto, la mayoría de los obispos irlandeses se posicionaron a favor del General Francisco Franco.
Eoin O'Duffy, líder del NCP de ideología fascista, empezó a reclutar a brigadistas voluntarios. A finales de 1936 se presentaron alrededor de 7.000 hombres, de los cuales 700 fueron seleccionados y enviados a España donde se creó la XV Bandera de la Legión Extranjera, también conocida como la "Brigada Irlandesa".
En cuanto a las acciones militares, los resultados fueron diferentes a los deseados. En febrero de 1937, cerca de Ciempozuelos, la brigada se vio envuelta en un incidente de fuego amigo que terminó con cuatro brigadistas fallecidos. Al mes siguiente en Titulcia la brigada se negó a avanzar a causa de las pérdidas que estaban sufriendo, por lo que procedieron a retirarse. Posteriormente, tras meses de inactividad en una zona relativamente tranquila, la moral empezó a decaer y los brigadistas empezaron a mostrar signos de indisciplina, por lo que finalmente regresaron a su país de origen en junio de 1937.

## Partidarios de los republicanos

Frank Ryan (a la izquierda) junto con John Robinson en España en 1936

Hubo varias organizaciones de izquierdas que apoyaron a la República, aunque en menor número. Harry Midgley, líder del NILP, dio un discurso en contra de Franco y a consecuencia de ello perdió el apoyo de sus compañeros de partido y en 1938 su escaño en el Parlamento de Irlanda del Norte.
En septiembre de 1936, la Tercera Internacional comunista tomó la decisión en París de formar una brigada internacional de voluntarios para combatir a favor de la República española. El Partido Comunista de Irlanda se encargó de reclutar a voluntarios irlandeses. El trabajo recayó en Sean Murray, Peadar O'Donnell y Frank Ryan. En total, unos 200 hombres se unieron a las Brigadas Internacionales, de los cuales un cuarto de ellos fallecerían en combate. Algunos estuvieron involucrados en movimientos clandestinos y otros tantos mantuvieron posiciones opuestas a los "Camisas Azules" de O'Duffy y a los "Camisas Verdes" del NCP, mientras que otros señalaron que «el fascismo amenazaba Irlanda». Uno de estos fue Michael O'Riordan, quien en un futuro iba a ser el líder del Partido Comunista. El propio O'Riordan formó parte de la XV Brigada Internacional y participó en todas las batallas del grupo, incluida la del Ebro, donde resultó herido.
A finales de 1936, Frank Ryan se trasladó a España junto con ochenta hombres para integrarse en las Brigadas Internacionales. Estos fueron conocidos como la "Columna Connolly". Como parte de la XV Brigada Internacional, combatieron en las batallas de Jarama, Brunete, Belchite, Teruel, Gandesa y Ebro.
Posteriormente, Ryan alcanzaría el rango de Brigadier y resultaría herido en marzo de 1937 en el Jarama y capturado en marzo de 1938 en el frente del Ebro. Más adelante sería juzgado y condenado a muerte. Sin embargo, en enero de 1940 se conmutó su sentencia a treinta años de trabajos forzados.
En 1938, como parte de un acuerdo internacional, el Gobierno de la República pidió a las Brigadas Internacionales que se retirasen de los frentes, incluida la Columna Connolly, los cuales fueron tratados como «apestados» por sus paisanos una vez regresaron a territorio irlandés.
Michael O'Riordan fallecería finalmente el 18 de mayo de 2006 en Dublín dejando a Bob Doyle como el último irlandés combatiente con vida hasta su fallecimiento en enero de 2009. Dos años después fallecería Paddy Cochrane, quien ejerció de médico en la contienda.

## Memoria histórica
En la Irlanda moderna «cuando se recuerda la unidad de voluntarios que fue a España con el general Eoin O’Duffy, se reacciona con un silencio avergonzado o se bromea despectivamente sobre ello como si se tratara de una anécdota sin importancia. En cambio, cuando se menciona al contingente contrario, no se bromea ni hay asomo de vergüenza. Los hombres de la llamada “Columna Connolly” se consideran poco menos que guardianes de la civilización». A los muertos de la Columna Connolly se les levantó un monumento en Dublín junto a la sede de los sindicatos, mientras que no existe ningún monumento en Irlanda que recuerde a la Brigada de O’Duffy.
Fearghal McGarry declaró para RTÉ: 

Actualmente la Guerra Civil Española es recordada en Irlanda como un conflicto entre la democracia y el totalitarismo, y no como un conflicto entre cristianismo y comunismo. Como resultado, los veteranos de las Brigadas Internacionales empezaron a ser considerados de manera gradual como héroes, mientras que los que lucharon en el bando de Franco fueron olvidados o denigrados como partidarios del fascismo. Así de caprichosa es la historia.